# Elitserien i baseboll 1991
Elitserien i baseboll 1991 var den för 1991 års säsong högsta serien i baseboll i Sverige. Totalt deltog 8 lag i serien, där alla lag spelade mot varandra två gånger vilket gav totalt 14 omgångar. Efter detta gick de fyra främsta till fortsättningsserie A och de fyra sämsta till fortsättningsserie B. I A-serien spelade alla lag mot varandra ytterligare sex gånger vilket gav totalt 18 omgångar. De två främsta gick till semifinal och de två sämsta till kvartsfinal. I B-serien spelade alla lag mot varandra fyra gånger vilket gav totalt 12 omgångar och de två främsta gick till kvartsfinal medan det sämsta laget gick till nedflyttningskval.

## Grundserien
| Nr | Lag        | Matcher | Vunna | Förlorade | Vinstprocent |
| -- | ---------- | ------- | ----- | --------- | ------------ |
| 1  | Stockholm  | 14      | 12    | 2         | 0.857        |
| 2  | Skellefteå | 14      | 12    | 2         | 0.857        |
| 3  | Leksand    | 14      | 9     | 5         | 0.643        |
| 4  | Sundbyberg | 14      | 8     | 6         | 0.571        |
| 5  | Edsberg    | 14      | 7     | 7         | 0.500        |
| 6  | Alby       | 14      | 5     | 9         | 0.357        |
| 7  | Sundsvall  | 14      | 2     | 12        | 0.143        |
| 8  | Rättvik    | 14      | 1     | 13        | 0.071        |

## Fortsättningsserie A
| Nr | Lag        | Matcher | Vunna | Förlorade | Vinstprocent |
| -- | ---------- | ------- | ----- | --------- | ------------ |
| 1  | Leksand    | 18      | 13    | 5         | 0.722        |
| 2  | Skellefteå | 18      | 11    | 7         | 0.611        |
| 3  | Stockholm  | 18      | 7     | 11        | 0.389        |
| 4  | Sundbyerg  | 18      | 5     | 13        | 0.278        |

## Fortsättningsserie B
| Nr | Lag       | Matcher | Vunna | Förlorade | Vinstprocent |
| -- | --------- | ------- | ----- | --------- | ------------ |
| 1  | Alby      | 11      | 8     | 3         | 0.722        |
| 2  | Edsberg   | 11      | 6     | 5         | 0.545        |
| 3  | Sundsvall | 11      | 6     | 5         | 0.545        |
| 4  | Rättvik   | 11      | 2     | 9         | 0.282        |

## Slutspel

### Kvartsfinal
| Nr | Lag        | Matcher | Vunna | Förlorade | Vinstprocent |
| -- | ---------- | ------- | ----- | --------- | ------------ |
| 1  | Sundbyberg | 2       | 2     | 0         | 1.000        |
| 2  | Alby       | 2       | 0     | 2         | 0.000        |

| Nr | Lag       | Matcher | Vunna | Förlorade | Vinstprocent |
| -- | --------- | ------- | ----- | --------- | ------------ |
| 1  | Stockholm | 2       | 2     | 0         | 1.000        |
| 2  | Edsberg   | 2       | 0     | 2         | 1.000        |

### Semifinal
| Nr | Lag        | Matcher | Vunna | Förlorade | Vinstprocent |
| -- | ---------- | ------- | ----- | --------- | ------------ |
| 1  | Skellefteå | 6       | 4     | 2         | 0.667        |
| 2  | Stockholm  | 6       | 2     | 4         | 0.333        |

| Nr | Lag        | Matcher | Vunna | Förlorade | Vinstprocent |
| -- | ---------- | ------- | ----- | --------- | ------------ |
| 1  | Leksand    | 5       | 4     | 1         | 0.800        |
| 2  | Sundbyberg | 5       | 1     | 4         | 0.200        |

### Final
| Nr | Lag        | Matcher | Vunna | Förlorade | Vinstprocent |
| -- | ---------- | ------- | ----- | --------- | ------------ |
| 1  | Skellefteå | 5       | 4     | 1         | 0.800        |
| 2  | Leksand    | 5       | 1     | 4         | 0.200        |

## Nedflyttningskval
Rättvik klarade sig kvar.

### Webbkällor
- Svenska Baseboll- och Softbollförbundet, Elitserien 1963-